# Möhren
Die Möhren (Daucus) sind eine Pflanzengattung innerhalb der Familie der Doldenblütler (Apiaceae). Die Arten sind in vielen Gebieten der Welt verbreitet. In Mitteleuropa heimisch sind nur zwei Unterarten der Möhre (Daucus carota): die Wilde Möhre (Daucus carota subsp. carota) und als Zuchtform die Karotte (Daucus carota subsp. sativus), auch Gartenmöhre oder Kulturmöhre genannt.

## Beschreibung

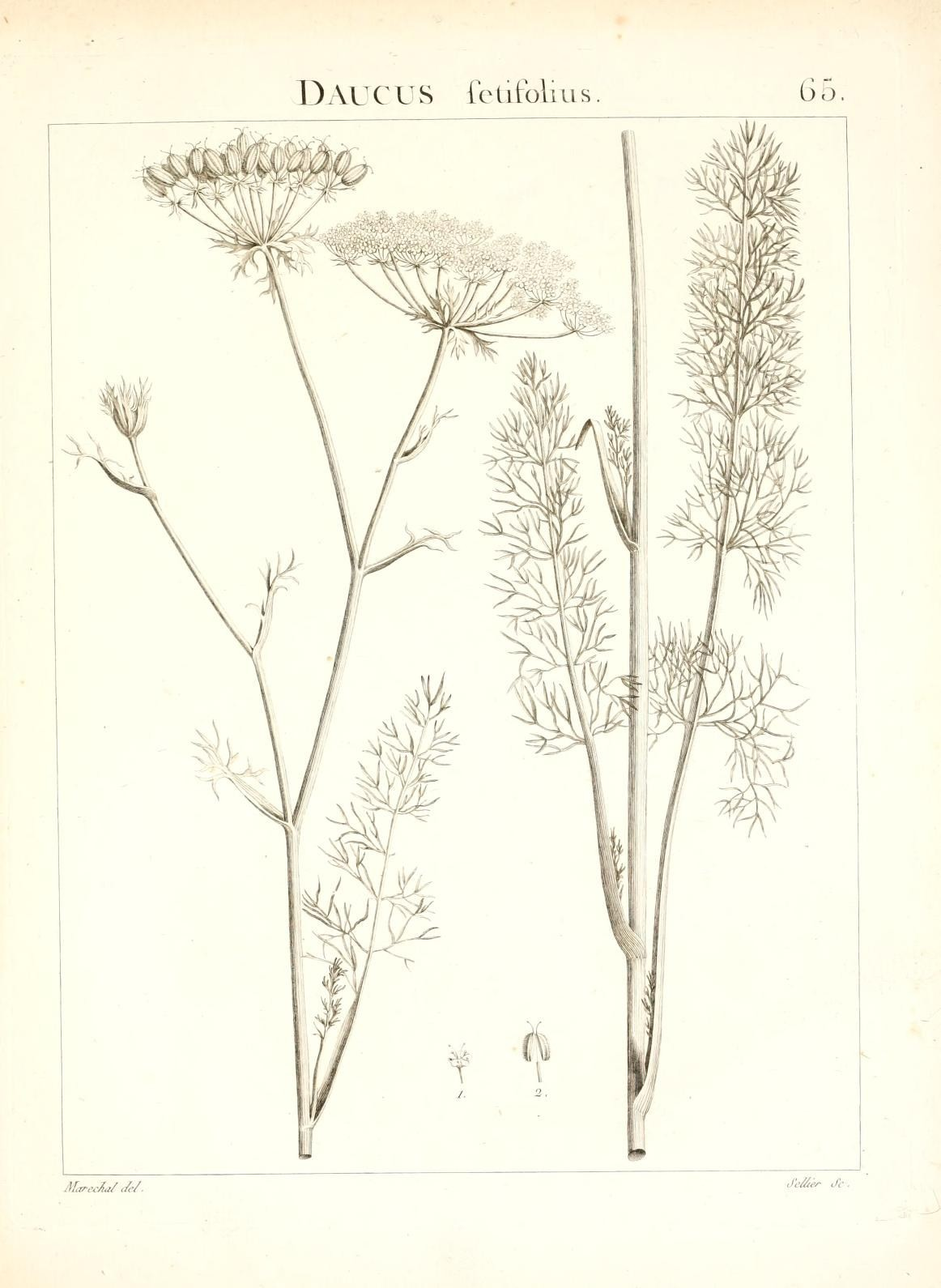
Illustration aus Flora Atlantica, sive, Historia plantarum quae in Atlante, agro Tunetano et Algeriensi crescunt, Tafel 65 von Daucus setifolius

Bei Daucus s. str. gibt es folgende Merkmale:

### Vegetative Merkmale
Die Möhren-Arten sind einjährige oder ausdauernde krautige Pflanzen. Sie bilden oft Pfahlwurzeln. Die oberirdischen Pflanzenteile sind häufig flaumig oder borstig behaart. Die wechselständig angeordneten Laubblätter sind zwei- bis dreifach gefiedert. Die Endabschnitte sind stets schmal.

### Blütenstand und Blüten
Die Blüten stehen in zusammengesetzten doppeldoldigen Blütenständen, die endständig oder scheinbar blattgegenständig stehen. Hülle und Hüllchen sind drei- bis vielblättrig. Die Hüllblätter, teilweise auch die Hüllchenblätter sind fiederspaltig. Die Doldenstrahlen neigen sich zur Fruchtreife vogelnestartig zusammen.
Die Blüten sind polygam mit doppelter Blütenhülle. Die Kelchzähne sind klein und unscheinbar. Die Kronblätter sind reinweiß, rötlich oder gelblich. Oben sind sie ausgerandet und haben ein spitzes, eingeschlagenes Läppchen. Die Kronblätter sind auch oft ungleich groß und das äußerste der Randblüten ist oft zygomorph und vergrößert.

### Frucht und Samen
Die Frucht ist eiförmig bis ellipsoidisch, auch zylindrisch oder zusammengedrückt. Die Hauptrippen sind faden- oder wulstförmig vortretend sowie borstig behaart. Die Nebenrippen bilden eine Stachelreihe, die beiden seitlichen Nebenrippen bilden den Rand der Teilfrucht. Die Stacheln sind an der Spitze mit Widerhaken besetzt. Diese können an den Früchten der Döldchenmitten zu Warzen verkümmert sein. Ölstriemen gibt es je einen unter jeder Nebenrippe und zwei unter der Fugenfläche.

## Ökologie
Die Bestäubung erfolgt durch Insekten (Dipteren, Coleopteren, Hymenopteren).

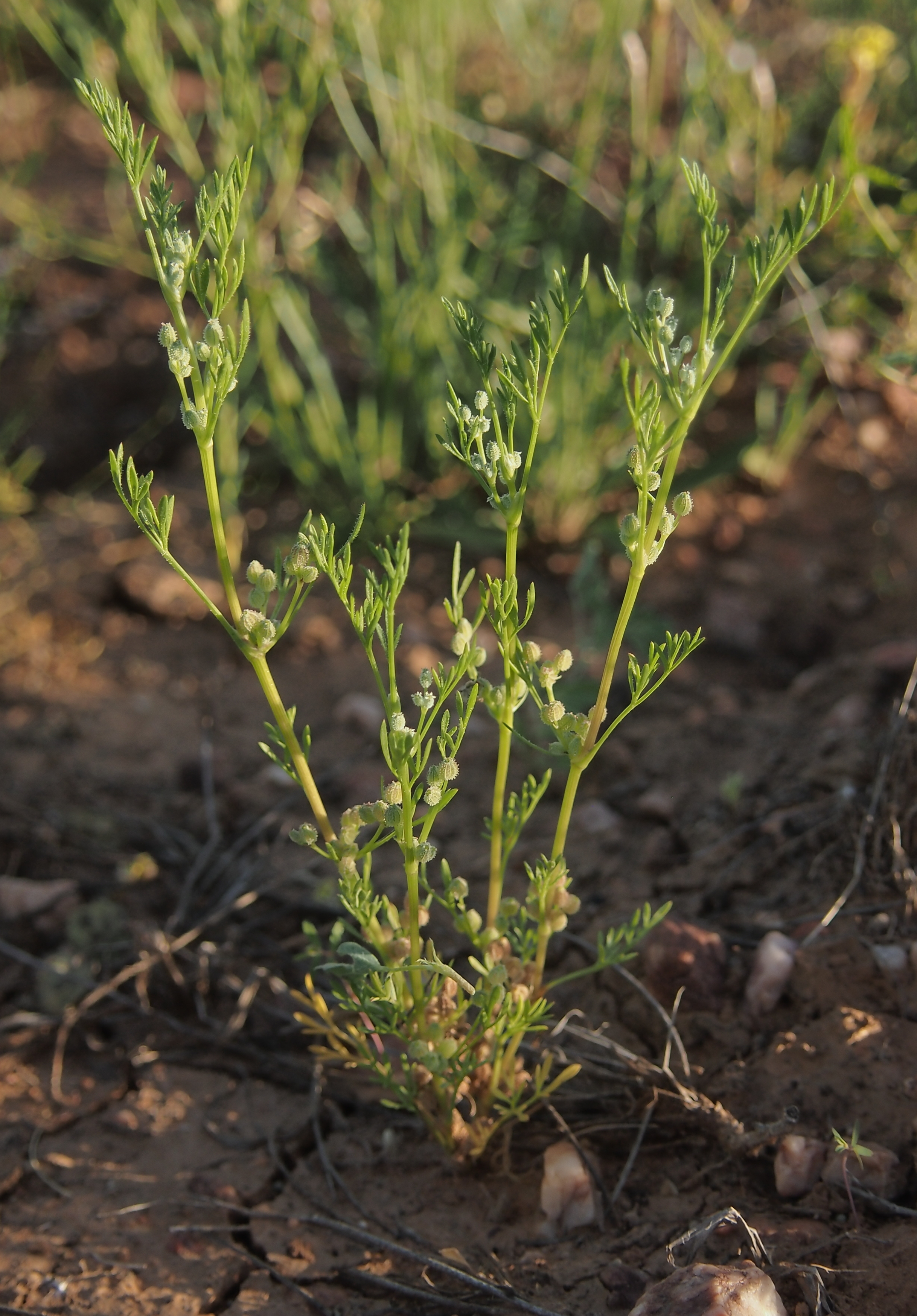
Sektion Anisactis: Daucus glochidiatus

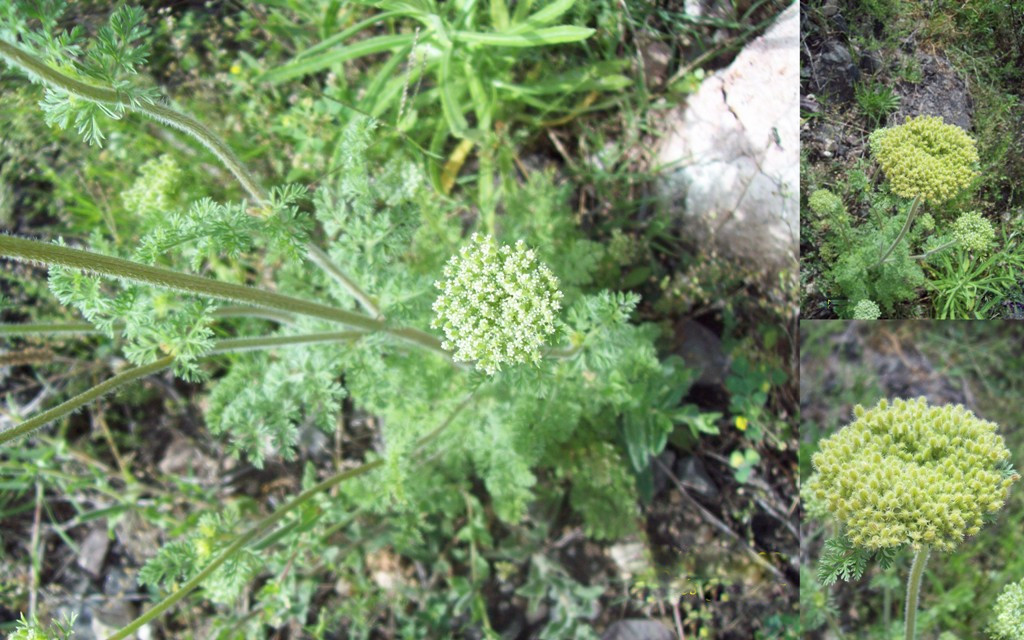
Sektion Anisactis: Daucus pusillus

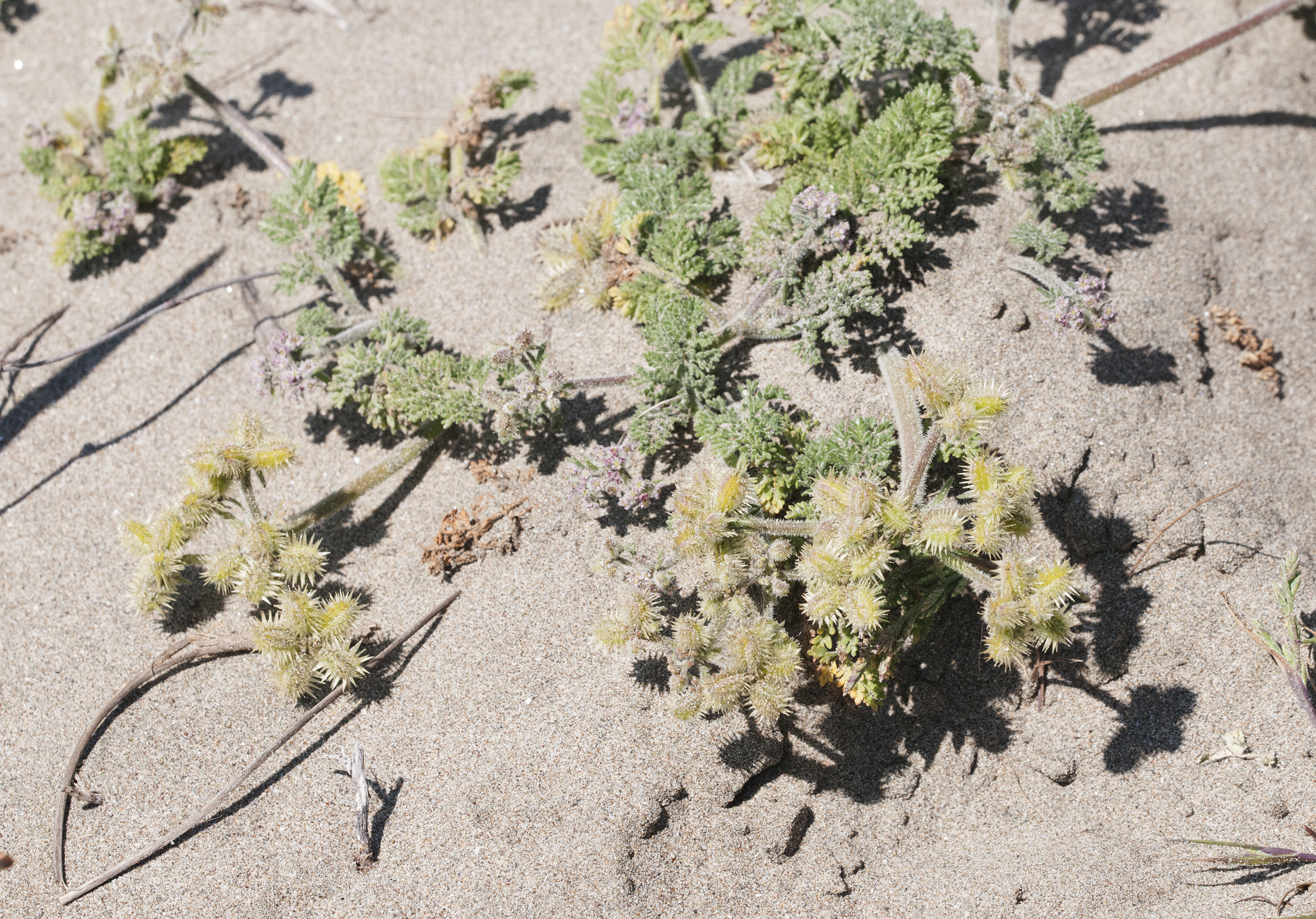
Sektion Daucus: Falscher Breitsame (Daucus pumilus)

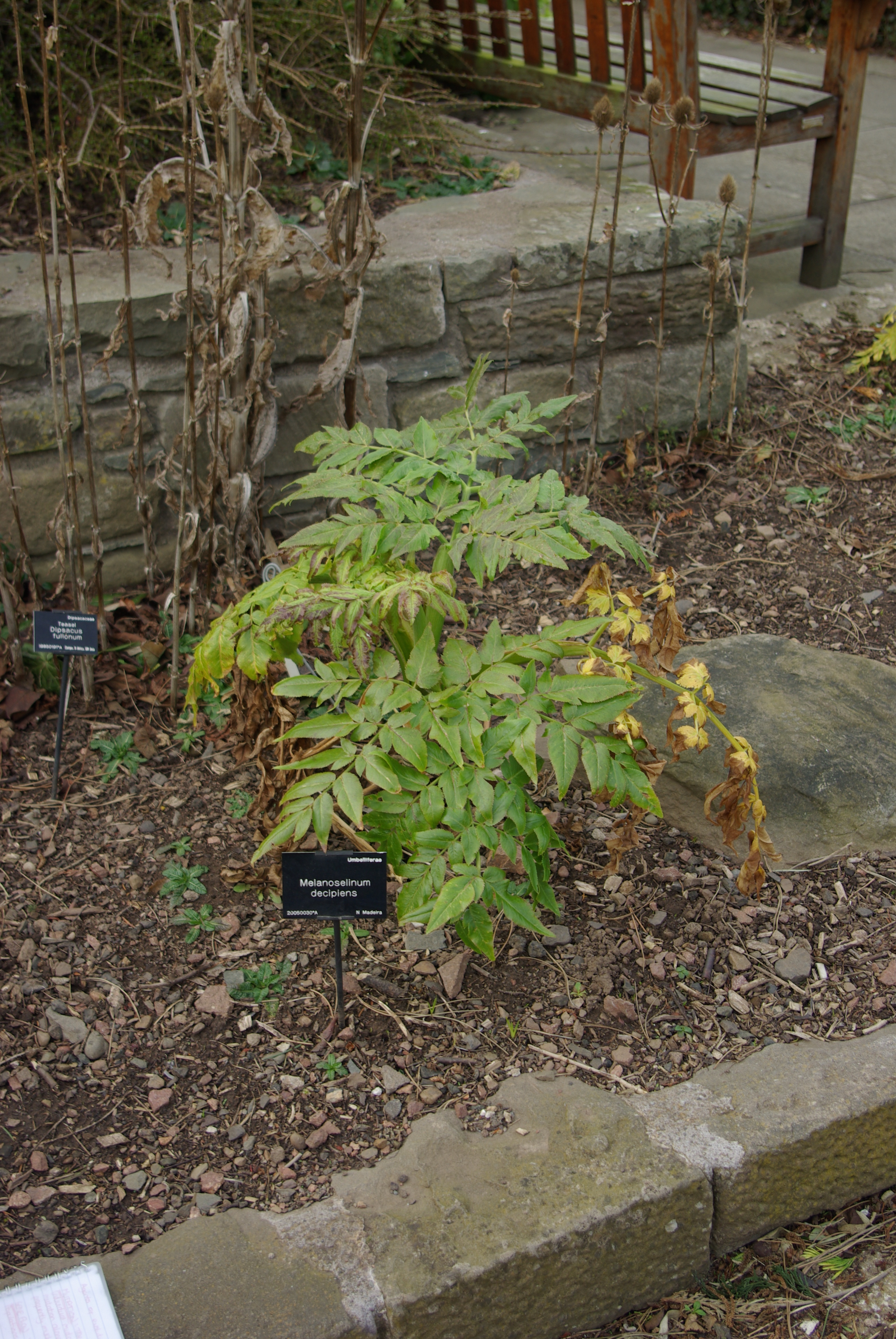
Sektion Melanoselinum: Habitus und Laubblätter von Daucus decipiens

## Systematik, botanische Geschichte und Verbreitung
Die Gattung Daucus wurde durch Carl von Linné aufgestellt. Im klassischen Griechisch wurde das Wort δαυκος (daukos) von Hippokrates sowie Dioskorides verwendet. In der lateinischen Sprache wurde das griechische Wort δαυκος zu daucum oder daucos und wurde von Plinius dem Älteren sowie Aulus Cornelius Celsus für die Karotte verwendet. Die Bezeichnung als „Möhren“ ist bereits mittelhochdeutsch (als moren) belegt.
Die Gattung Daucus s. str. ist in Nordafrika, Südwestasien, Europa, Australien, Neuseeland, Nord-, Mittel- und Südamerika weitverbreitet. Kulturformen einer Art werden weltweit in den gemäßigten Gebieten kultiviert und verwildern dort auch.
Die Gattung Daucus gehört zur Subtribus Daucinae aus der Tribus Scandiceae in der Unterfamilie Apioideae innerhalb der Familie Apiaceae.
Nach morphologischen Merkmalen enthält die Gattung Daucus s. str. bei Conchita Sáenz Lain 1980 nur etwa 20 Arten.
Nach molekulargenetischen Untersuchungen wurde der Umfang der Gattung Daucus deutlich erweitert. Nach Banasiak 2016 et al. wird die Gattung Daucus s. l. in mehrere Sektionen gegliedert:
- Daucus sect. Agrocharis (Hochst.) Spalik & al. (Syn.: Agrocharis Hochst.): Sie wurde 2016 aufgestellt und enthält nur drei Arten:[5]
  - Daucus incognitus (C.Norman) Spalik, Reduron & Banasiak (Syn.: Agrocharis incognita (C.Norman) Heywood & Jury): Äthiopien bis südliches tropisches Afrika.[7]
  - Daucus melananthus (Hochst.) Reduron, Spalik & Banasiak (Syn.: Agrocharis melanantha Hochst.): Tropisches und südliches Afrika, Madagaskar, südwestliche Arabische Halbinsel.[7]
  - Daucus pedunculatus (Baker f.) Banasiak, Spalik & Reduron (Syn.: Agrocharis pedunculata (Baker f.) Heywood & Jury): Äthiopien bis südliches tropisches Afrika.[7]
- Daucus sect. Anisactis DC.:[5]
  - Daucus arcanus García-Martín & Silvestre: Sie kommt nur in Spanien vor.[2]
  - Daucus bicolor Sibth. & Sm.: Sie kommt in der Türkei vor.
  - Daucus broteri Ten.: Sie ist in Südosteuropa und Vorderasien verbreitet.[2]
  - Daucus conchitae Greuter: Sie kommt in der Türkei und auf Inseln der Ägäis vor.[2]
  - Daucus durieua Lange: Sie ist in Portugal, Spanien, Nordafrika und Vorderasien verbreitet.[2]
  - Daucus glochidiatus (Labill.) Fisch., C.A.Mey. & Avé-Lall.: Sie gedeiht in Australien und Neuseeland.[8]
  - Daucus guttatus Sm.: Sie kommt in Italien, Malta, Südosteuropa, Vorderasien, Ägypten und auf der Sinaihalbinsel vor.[2]
  - Vielhüllige Möhre (Daucus involucratus Sm.): Sie kommt in Griechenland, in der Türkei, auf Inseln der Ägäis, auf Kreta und Zypern vor.[2]
  - Daucus montanus Humb. & Bonpl. ex Schult.: Mexiko bis Honduras und Kolumbien und Venezuela bis Chile und Argentinien.[7]
  - Daucus pusillus Michx.: Sie ist vom westlichen Kanada über die Vereinigten Staaten bis ins nördliche Mexiko und in Brasilien, Argentinien, Chile sowie Uruguay verbreitet.[8]

- Daucus L. sect. Daucus:[5]
  - Daucus annuus (Bég.) Wojew., Reduron, Banasiak & Spalik (Syn.: Tornabenea annua Bég.)[5]
  - Daucus aureus Desf.: Sie ist in Südeuropa, Nordafrika und Vorderasien verbreitet.[2]
  - Daucus biseriatus Murb.: Marokko und Algerien.[7]
  - Daucus carota L.
  - Daucus crinitus Desf.: Sie kommt in Marokko, Algerien, Tunesien, Portugal und Spanien vor.[2]
  - Daucus della-cellae (Asch. & Barbey ex E.A.Durand & Barratte) Spalik, Banasiak & Reduron (Syn.: Athamanta della-cellae Asch. & Barbey ex E.A.Durand & Barratte): Sie kommt in Libyen vor.[7][5]
  - Daucus elegans (Webb ex Bolle) Spalik, Banasiak & Reduron (Syn.: Cryptotaenia elegans Webb ex Bolle): Sie kommt auf den Kanarischen Inseln vor.[7][5]
  - Daucus gracilis Steinh.: Sie kommt nur in Algerien vor.[2]
  - Daucus insularis (Parl. ex Webb) Spalik, Wojew., Banasiak & Reduron (Syn.: Tornabenea insularis (Parl. ex Webb) Parl.): Sie kommt auf den Kapverden vor.[7][5]
  - Daucus mauritii (Sennen ex Maire) Sennen: Sie kommt im nördlichen Marokko vor.[7]
  - Daucus minusculus Pau ex Font Quer (Syn.: Pseudorlaya minuscula (Pau ex Font Quer) Laínz): Sie kommt in Marokko, Portugal und Sardinien vor.[7]
  - Daucus mirabilis (Maire & Pamp.) Reduron, Banasiak & Spalik (Syn.: Pachyctenium mirabile Maire & Pamp.): Sie kommt im nordöstlichen Libyen vor.[7][5]
  - Zackige Möhre (Daucus muricatus (L.) L.): Sie ist in Südeuropa und Nordafrika verbreitet.[2]
  - Falscher Breitsame (Daucus pumilus (L.) Hoffmanns. & Link, Syn.: Pseudorlaya pumila (L.) Grande): Er kommt im Mittelmeergebiet und auf den Kanaren vor.[7][5]
  - Daucus rouyi Spalik & Reduron (Syn.: Rouya polygama (Desf.) Coincy): Sie kommt in Algerien, Tunesien, Sardinien und Korsika vor.[7][5]
  - Daucus sahariensis Murb.: Sie kommt in Marokko, Algerien, Tunesien, Libyen und auf der Sinaihalbinsel vor.[2]
  - Daucus setifolius Desf.: Sie kommt in Marokko, Algerien, Tunesien, Portugal und Spanien vor.[2]
  - Daucus syrticus Murb.: Sie kommt in Tunesien, Libyen und Ägypten vor.[2]
  - Daucus tenuisectus Coss. ex Batt.: Sie kommt nur in Marokko vor.[2]
  - Daucus tenuissimus (A.Chev.)  Spalik, Wojew., Banasiak & Reduron (Syn.: Tornabenea tenuissima (A.Chev.) A.Hansen & Sunding): Sie kommt auf den Kapverden vor.[7][5]
  - Daucus virgatus (Poir.) Maire: Sie kommt in Algerien und Tunesien vor.[2]

- Daucus sect. Melanoselinum (Hoffm.) Spalik & al. (Syn.: Melanoselinum Hoffm.): Sie wurde 2016 aufgestellt und enthält nur zwei Arten:[5]
  - Daucus decipiens (Schrad. & J.C.Wendl.) Spalik, Wojew., Banasiak & Reduron (Syn.: Melanoselinum decipiens (Schrad. & J.C.Wendl.) Hoffm.): Sie kommt in Makaronesien vor.[5]
  - Daucus edulis (Lowe) Wojew., Reduron, Banasiak & Spalik (Syn.: Monizia edulis Lowe): Sie kommt auf Madeira und den Ilhas Selvagens vor.[7][5]

- Oben nicht in die Untersektionen der Gattung Daucus eingeordnet sind (Auswahl Stand 1980; ob es ab 2016 noch akzeptierte Arten und Unterarten sind, ist nicht bekannt):[6][2]
  - Daucus aleppicus J.Thiébaut: Sie kommt nur in Syrien vor.[2]
  - Daucus blanchei Reut.: Sie kommt im Libanon, in Jordanien und in Israel vor.[2]
  - Daucus carota L.: Es gibt zahlreiche Unterarten, darunter:
    - Wilde Möhre (Daucus carota subsp. carota, Syn. Daucus foliosus Guss.)
    - Daucus carota subsp. capillifolius (Syn.: Daucus capillifolius Gilli): Sie kommt nur in Libyen vor.[2]
    - Daucus carota subsp. gadecaei (Rouy & E.G.Camus) Heywood: Sie kommt nur in Frankreich vor.[2]
    - Daucus carota subsp. gummifer: Sie kommt in Portugal, Spanien, Frankreich und Großbritannien vor.[7]
    - Riesenmöhre (Daucus carota subsp. maximus (Desf.) Ball)
    - Karotte, Mohrrübe (Daucus carota subsp. sativus (Hoffm.) Schübl. & G.Martens)

  - Daucus glaber (Forssk.) Thell. (Syn. Daucus littoralis Sm.): Sie kommt in der Türkei, in Vorderasien, auf Inseln der Ägäis, in Zypern, Libyen, Ägypten und auf der Sinaihalbinsel vor.[2]
  - Daucus jordanicus Post: Sie kommt in Jordanien und in Libyen vor.[2]
  - Daucus reboudii Batt.: Sie kommt in Algerien und in Tunesien vor.[2]

Nicht mehr zur Gattung Daucus gehört die Sektion Daucus sect. Silphiodaucus Koso-Pol. die 2016 den Rang einer eigenständigen Gattung Silphiodaucus (Koso-Pol.) Spalik, Wojew., Banasiak, Piwczyński & Reduron erhalten hat.

### Verwendete Literatur
- Siegmund Seybold (Hrsg.): Schmeil-Fitschen interaktiv. CD-ROM, Version 1.1. Quelle & Meyer, Wiebelsheim 2002, ISBN 3-494-01327-6.
- She Menglan, Mark F. Watson: Daucus. s. str. In: Wu Zheng-yi, Peter H. Raven, Deyuan Hong (Hrsg.): Flora of China. Volume 14: Apiaceae through Ericaceae. Science Press / Missouri Botanical Garden Press, Beijing / St. Louis 2005, ISBN 1-930723-41-5, S. 204 (englisch). textgleich online wie gedrucktes Werk.
- Łukasz Banasiak, Aneta Wojewódzka, Jakub Baczyński, Jean-Pierre Reduron, Marcin Piwczyński, Renata Kurzyna-Młynik, Rafał Gutaker, Agnieszka Czarnocka-Cieciura, Sylwia Kosmala-Grzechnik, Krzysztof Spalik: Phylogeny of Apiaceae subtribe Daucinae and the taxonomic delineation of its genera. In: Taxon. Band 65, Nr. 33, 2016, S. 563–585. doi:10.12705/653.8

## Weiterführende Literatur
- Carlos Arbizu, Holly Ruess, Douglas Senalik, Philipp W. Simon, David M. Spooner: Phylogenomics of the carrot genus (Daucus, Apiaceae). In: American  Journal  of  Botany. Band 101, 10, 2014, S. 1666–1685. doi:10.3732/ajb.1400106 (Volltext PDF).
- D. M. Spooner, H. Ruess, M. Iorizzo, D. Senalik, P. Simon: Entire plastid phylogeny of the carrot genus (Daucus, Apiaceae): Concordance with nuclear data and mitochondrial and nuclear DNA insertions to the plastid. In: American  Journal  of  Botany, Band 104, Issue 2, Februar 2017, S. 296–312. doi:10.3732/ajb.1600415
- D. M. Spooner: Daucus: Taxonomy, Phylogeny, Distribution. In: P. Simon, M. Iorizzo, D. Grzebelus, R. Baranski (Hrsg.): The Carrot Genome. Compendium of Plant Genomes. Springer, Cham, Mai 2019 doi:10.1007/978-3-030-03389-7_2.